# 霍爾德尼亞
49°32′13″N 23°23′12″E / 49.53694°N 23.38667°E

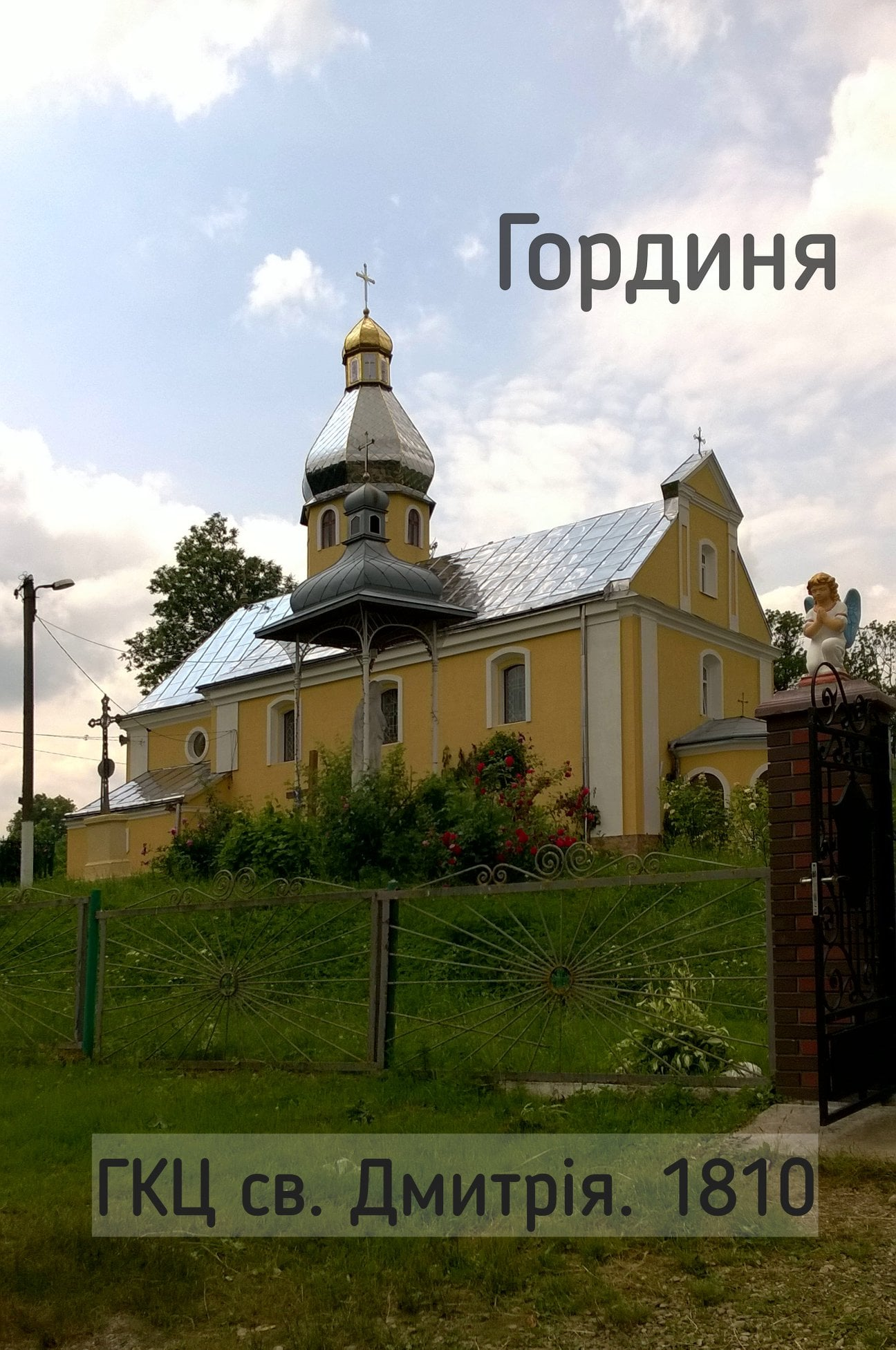
教堂

霍爾德尼亞（烏克蘭語：Гординя́），是烏克蘭西部的村莊，隸屬利維夫州桑比爾區的新卡利尼夫市镇。該村面積26.02平方公里，海拔高度277米，2024年人口800，人口密度每平方公里37.97人。